# New Britain (Connecticut)
New Britain és una població dels Estats Units a l'estat de Connecticut. Segons el cens del 2005 tenia 71.254 habitants.

## Demografia
Segons el cens del 2000, New Britain tenia 71.538 habitants, 28.558 habitatges, i 16.934 famílies. La densitat de població era de 2.070,5 habitants/km².
Dels 28.558 habitatges en un 28,3% hi vivien nens de menys de 18 anys, en un 36,6% hi vivien parelles casades, en un 17,7% dones solteres, i en un 40,7% no eren unitats familiars. En el 33,1% dels habitatges hi vivien persones soles el 12,7% de les quals corresponia a persones de 65 anys o més que vivien soles. El nombre mitjà de persones vivint en cada habitatge era de 2,4 i el nombre mitjà de persones que vivien en cada família era de 3,08.
Per edats la població es repartia de la següent manera: un 24,2% tenia menys de 18 anys, un 12,5% entre 18 i 24, un 28,9% entre 25 i 44, un 18,6% de 45 a 60 i un 15,8% 65 anys o més.
L'edat mediana era de 34 anys. Per cada 100 dones de 18 o més anys hi havia 88,6 homes.
La renda mediana per habitatge era de 34.185 $ i la renda mediana per família de 41.056 $. Els homes tenien una renda mediana de 34.848 $ mentre que les dones 26.873 $. La renda per capita de la població era de 18.404 $. Aproximadament el 13,3% de les famílies i el 16,4% de la població estaven per davall del llindar de pobresa.

## Poblacions més properes
El següent diagrama mostra les poblacions més properes.